# プラハのアダルベルト
プラハの聖アダルベルト （ドイツ語:Adalbert von Prag、チェコ語:Svatý Vojtěch、ポーランド語:Święty Wojciech、956年 - 997年4月23日）は、プラハ司教。バルト海沿岸の古プルーセン人に布教している最中、殉教した。チェコ語での読みはヴォイティエフ、ポーランド語の読みはヴォイチェフ。後にカトリック教会で聖人とされ、ボヘミア、ポーランド、ハンガリー、プロイセンの守護聖人とされた。

## 生涯
アダルベルトは、リビツェ・ナド・チドリノウ（現在中央ボヘミア州の村）で、スラヴニク公の子として生まれた。彼はおよそ10年間、マクデブルクにおいて大司教アダルベルトのもとで学んだ。師の死後、彼は師の名前をもらってアダルベルトと改名した。980年に帰国、982年に30歳でプラハ司教となった。裕福な貴族の子であった彼は清貧の生活を守り、キリスト教化の完了しないボヘミアで宣教を続けた。989年、司教職を辞してローマへ向かい、ベネディクト会派修道院で隠者となった。
993年、ローマ教皇ヨハネス15世によって彼はボヘミアへ送られ、再び司教となった。この時、プラハ近郊にブジェブノフ修道院を建てた。ところが、ボヘミア布教の過程でアダルベルトはチェコ人の諸侯との政治的な争いに巻き込まれた。事態は殺人事件が起こるほどの険悪な状態となり、アダルベルトは教皇によるボヘミア布教継続の要請を振り切ってプラハを脱出せざるを得なかった。
アダルベルトはハンガリーへ赴き、エステルゴムでマジャル人族長ゲーザとその息子イシュトヴァーン（のちのイシュトヴァーン1世）に洗礼を施した。その後彼はポーランドへ向かい、父ミェシュコ1世公の時代にキリスト教の洗礼を受けていらい積極的に異教徒への布教活動を行っていたポーランド公ボレスワフ（のち初代ポーランド王ボレスワフ1世）に歓待された。

## プルーセンへの宣教

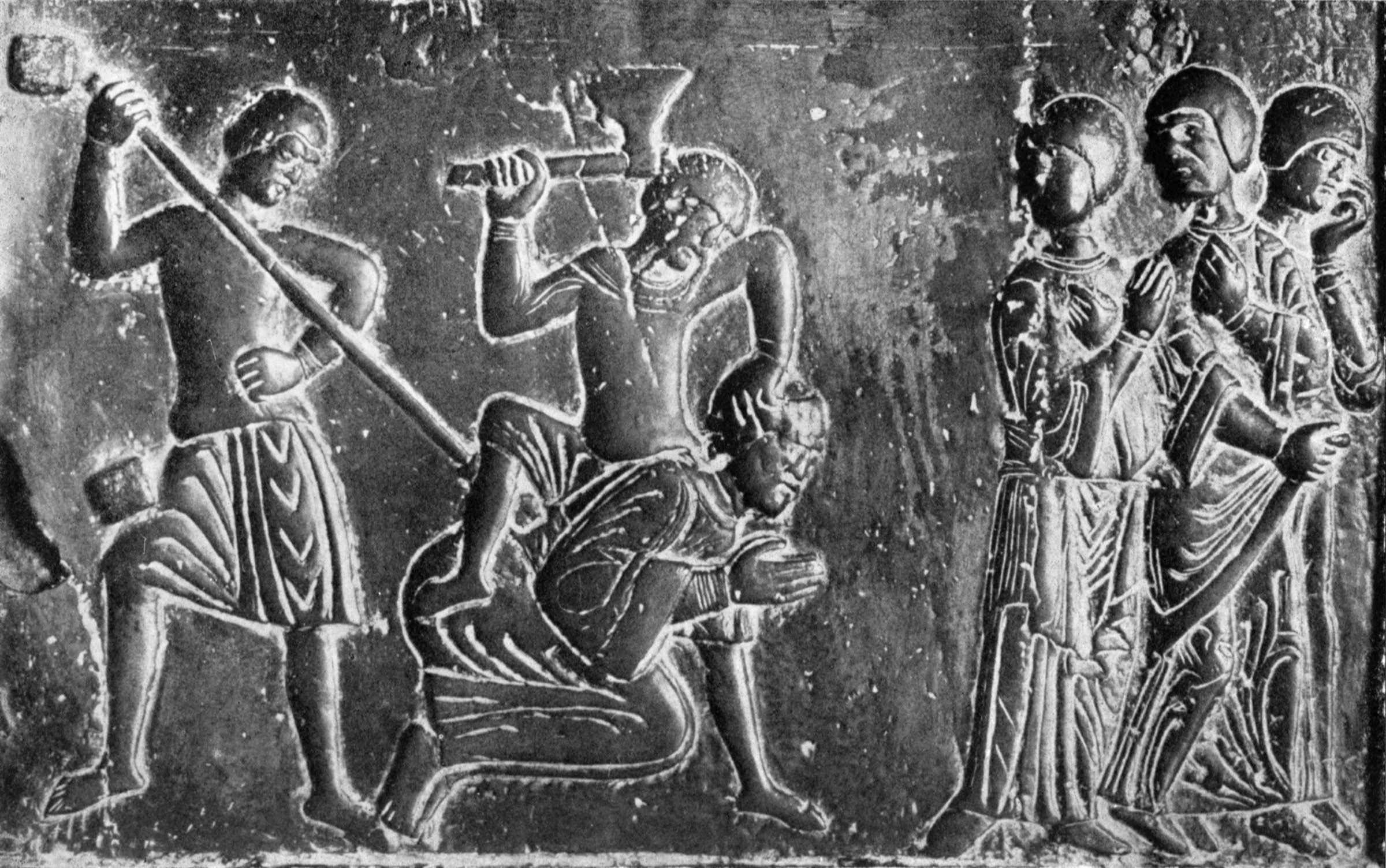
古プルーセン人に殺害されるアダルベルト。グニェズノ大聖堂の青銅製扉より

977年に、既にアダルベルトはポーランド北東部のプロシア（プルーセン）に住むプルーセン人への宣教を思い描いていたらしい。彼はハンガリーのキリスト教化の後、教皇によってプロシアへ派遣された。ポーランド公ボレスワフは、彼に配下の兵士を同行させた。アダルベルトと一行（アダルベルトの異母弟ラディムを含む）は、バルト海沿いにプロシアへ入った。
宣教の手段として、彼らは聖なるオークの木を切った。彼らはザクセンや多くの地における布教で同様のことを既に行ってきた。なぜなら、異教徒は木の中に住む精霊を崇拝しており、精霊の力を恐れていたのである。これは、どんな超自然の力もキリスト教徒から守られないことを、異教徒に示すための行動であった。カシの木立から立ち去れというプルーセン人の警告を彼らは聞き入れなかったため、アダルベルトはその冒涜行為のためプルーセン人に捕らえられて殺害された。殉教した場所は、バルト海沿岸のトルソ（現在のエルブロンク）近郊、またはフィッシュハウゼン（現在のカリーニングラード州プリモルスク）近郊とされている。

## 列聖

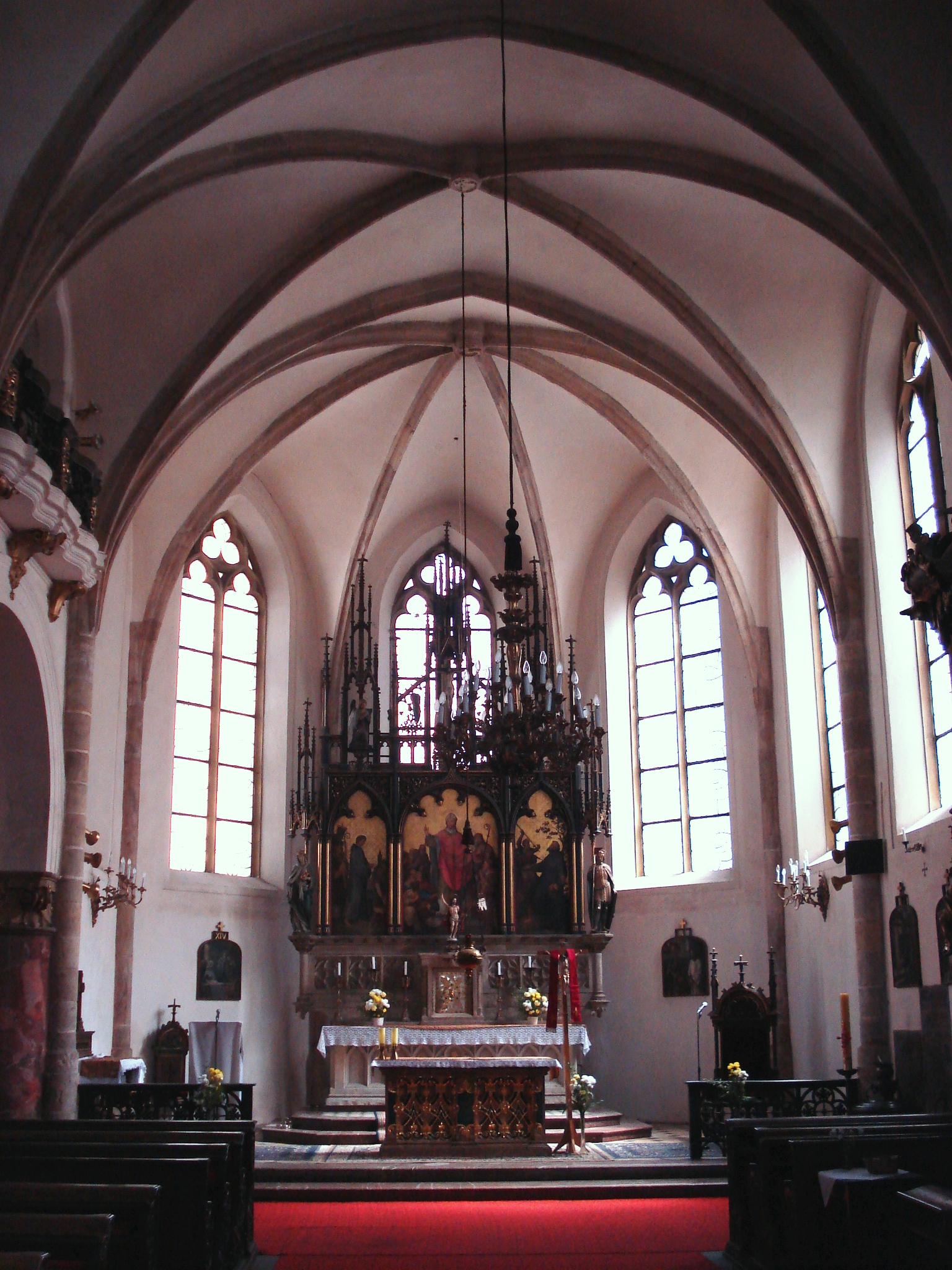
聖アダルベルトの聖遺物とされるもの。プラハ新市街にある聖ヴォイテク教会。

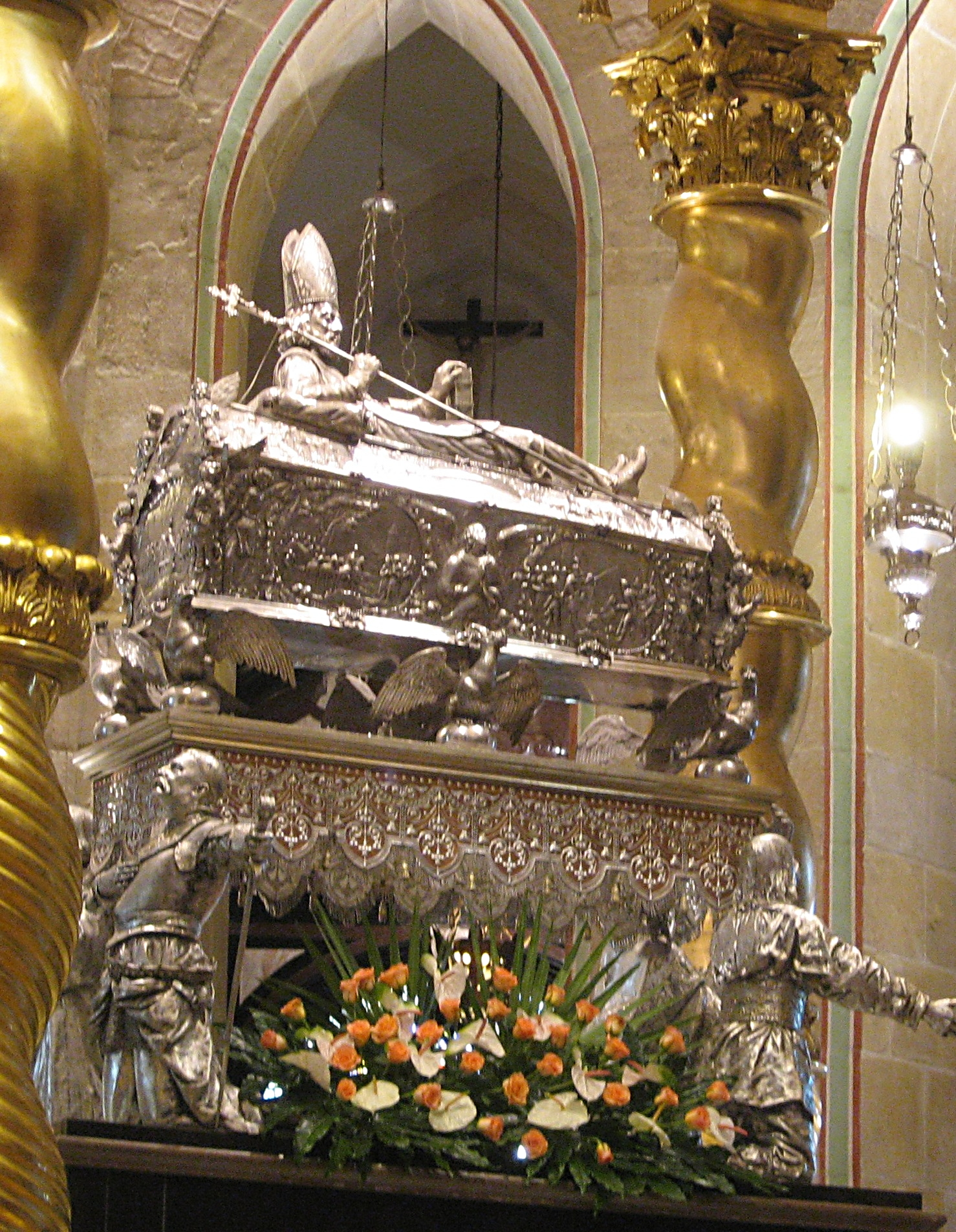
聖アダルベルトの聖遺物とされるもの。ポーランド、ポズナニ近郊のグニェズノ大聖堂。

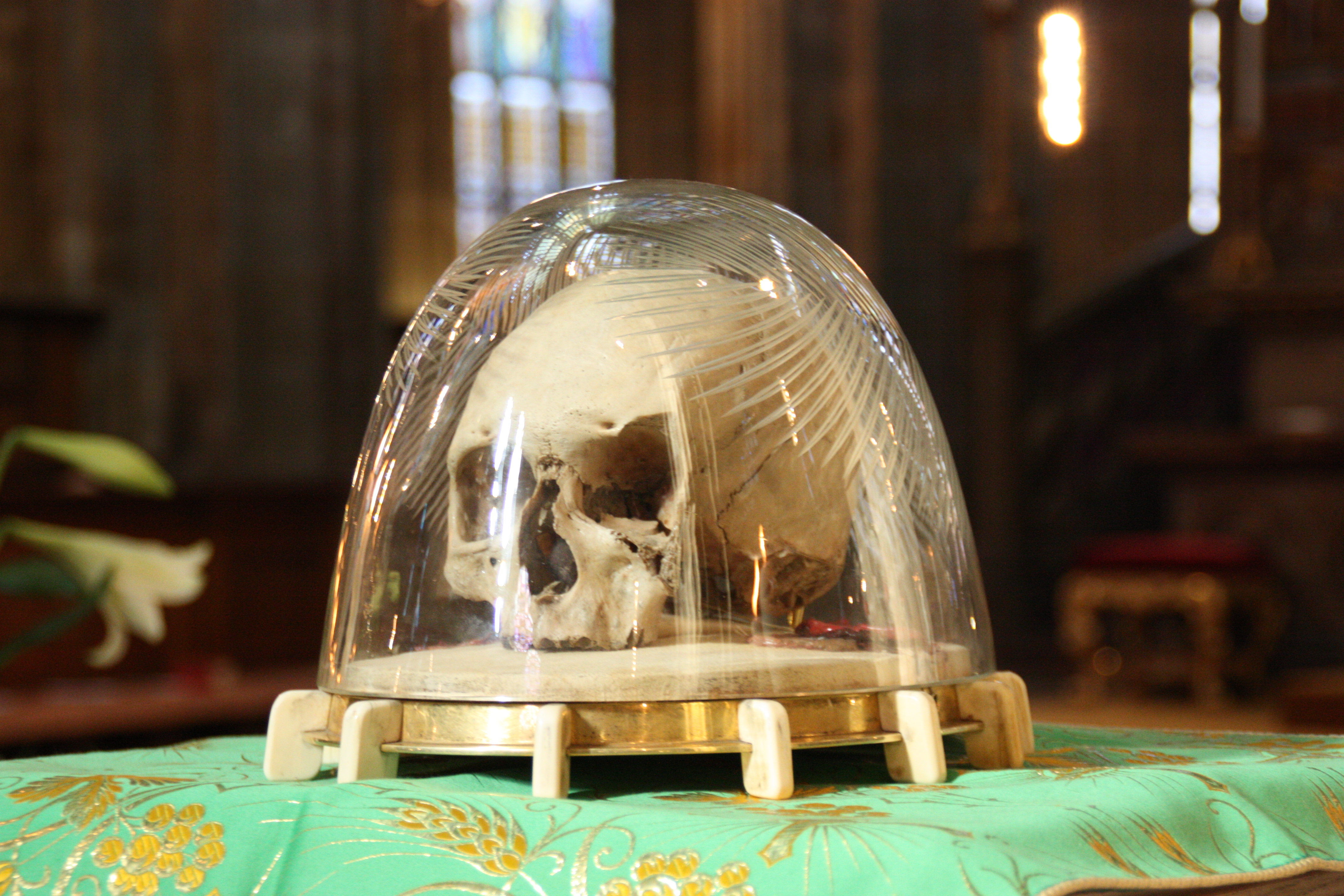
プラハにある聖アダルベルトの頭蓋骨

アダルベルトが殉教してわずか数年後には、列聖されていた。999年、シルウェステル2世により列聖されたとされる。彼の遺骸をプルーセン人から買い取ることを、当時のボヘミア公ボレスラフ2世はアダルベルトの父スラヴニク公と激しく対立していたプシェミスル家出身の公であったため、拒んでいた。そこで、アダルベルトの生前の最大の支援者であったポーランド公ボレスワフ1世が遺骸と同じ重さの金という途方もない高額をプルーセン人に支払うことでキリスト教社会のポーランドへ取り戻した。そのためにアダルベルトの遺骸すなわち聖遺物はポーランド最初の大司教座であるグニェズノのグニェズノ大聖堂に収められた。この行為はボレスワフ公の地位がヨーロッパで上がるのに一役買うことになった。
ポーランド王国のボレスワフ1世王（ボレスワフ公は1025年にポーランド王となっていた）の死後まもない時期の1039年、当時のボヘミア公ブジェチスラフ1世（en:Bretislaus I of Bohemia）は聖アダルベルトの聖遺物をグニェズノから取り戻し、プラハへ持ってこさせたとされる。ところが、実際のところはポーランド人がチェコ人の態度を警戒して遺体を隠しその一部だけをチェコ人に渡したのだとも言われている（ポーランドの書物 Roczniki Polskie による）。実際のところ1000年にボレスワフ王が神聖ローマ皇帝オットー3世にアダルベルトの腕の骨一本を渡しており、その骨は1928年になってグニェズノで保管されている聖遺物の中に加えられた。
現在、聖アダルベルトの墓は、ポーランド・ポズナン近郊のグニェズノ市にあるグニェズノ大聖堂とチェコ・プラハの聖ヴォイテク教会の2箇所にある。これに関しては、アダルベルトをボヘミアから追い出しておきながら、後になってその聖遺物を返せと言い出したチェコ人の態度に呆れ返っていたポーランドのカジミェシュ1世が、まったく別人の遺体を聖遺物だと称してチェコ人に渡したと伝えられており、これは 「ポーランド年代記」 の記述と整合しうる。実際に聖アダルベルトのものとされる頭蓋骨がポーランドのグニェズノ大聖堂とチェコのプラハの教会の2箇所にある。